# Ólchobar mac Cináeda
Ólchobar mac Cináeda (... – 851) fu re del Munster dall'847 fino alla sua morte. Potrebbe essere il "re degli irlandesi" che inviò un'ambasciata all'imperatore franco Carlo il Calvo annunciando una serie di vittorie sui Vichinghi in Irlanda nell'848.

## Origini
Prima si pensava che Ólchobar fosse degli Locha Léin, ramo degli Eóganachta che ebbe il controllo del potere regale del Munster tra il VI e il X secolo e che aveva le sue terre attorno ai laghi di Killarney, mentre recenti studi hanno invece portato ad individuarlo come membro degli Eóganacht Áine, un ramo che aveva la sua base nella parte orientale dell'odierna Contea di Limerick e che faceva parte di quella cerchia degli Eoganachta che si era spartita a turno il potere regale nel Munster sin dal VII secolo. Gli Eóganacht Áine espresse diversi abati di Emly nel corso del IX secolo.
Si ritiene che prima di diventare re, Ólchobar sia stato abate di Emly, la chiesa principale degli Eóganachta. Il suo predecessore, il potente Feidlimid mac Crimthainn, fu il primo re del Munster conosciuto per aver unito il potere laico e quello religioso.

## Vichinghi
Alcuni degli annali irlandesi, tra cui il Chronicon Scotorum, riportano che all'inizio del regno di Ólchobar Emly fu attaccata da una forza di Vichinghi. Nell'848 Ólchobar unì le sue forze con quelle del suo vicino orientale, Lorcán mac Cellaig, re del Leinster, per sconfiggere un esercito vichingo a Sciath Nechtain, nei pressi dell'odierna Castledermot, nella contea di Kildare. Le fonti più antiche affermano che duecento Vichinghi furono uccisi e a questi morti in seguito si aggiunsero anche Tomrair, Jarl e vicario del re di Laithlind. Più tardi in quello stesso anno il ramo Cashel degli Eóganachta inflisse una sconfitta ai Vichinghi a Dún Maíle Tuile, nei pressi di Cashel. Altre vittorie furono ottenute a ovest, nell'odierna Contea di Sligo, dal re supremo irlandese Máel Sechnaill mac Máele Ruanaid e dal suo alleato Tigernach mac Fócartai
Sul finire dell'848 si dice che Ólchobar avrebbe assediato e bloccato i Vichinghi a Cork. Non si conosce l'esito di questo assedio, che di fatto non trova riscontro nelle fonti. Questa è di fatto la prima menzione dei Vichinghi a Cork e non se ne parla più fino all'865. È stato suggerito che queste numerose campagne contro i Vichinghi fossero il frutto di uno sforzo coordinato dei re irlandesi.

## Re d'Irlanda?
In seguito di questVichinghi, gli Annales Bertiniani registrano l'arrivo di un'ambasciata alla corte dell'imperatore franco Carlo il Calvo: «gli irlandesi attaccarono i Vichinghi e con l'aiuto di nostro Signore Gesù Cristo furono vittoriosi e li cacciarono fuori dal loro territorio. Per questo motivo, il re degli irlandesi invia ambasciatori con doni a Carlo per motivi di pace e amicizia e con la richiesta di consentirgli il libero passaggio a Roma».
L'identità del "re degli irlandesi" di cui si parla non è certa. Costui è stato identificato con Máel Sechnaill mac Máele Ruanaid. Tuttavia c'è anche chi ha pensato a Ólchobar. Ciò perché Sedulius Scottus, un uomo del Leinster, faceva parte dell'ambasciata, che quindi proveniva dal sud. Ciò porterebbe a pensare che è più probabile che fosse stata organizzata dal re del Munster piuttosto che dal re supremo. Di Ólchobar non si hanno più notizie dopo l'848 e fino alla sua morte nel 851. Se il "re degli irlandesi" di cui si parla era veramente lui, tuttavia non restano attestazioni di un suo pellegrinaggio a Roma.